# Corrélation illusoire
La corrélation illusoire, ou corrélation trompeuse, est un biais cognitif qui consiste à percevoir une corrélation entre deux évènements, corrélation qui n'existe pas ou qui est bien plus faible en réalité. Ce phénomène de psychologie sociale a été mis en évidence en 1967 par deux psychologues américains, Chapman et Chapman.

## Principes
En 1967, les psychologues L.J. Chapman et J.P. Chapman présentent à des étudiants en psychologie et à des psychologues cliniciens des diagnostics fictifs de patients présentant divers troubles (paranoïa, impuissance sexuelle…). Chaque cas était accompagné d'un test de dessin de personne prétendument réalisé par le patient en question. L'étude a montré que les sujets avaient tendance à fortement surestimer les signes révélateurs dans le dessin en fonction du diagnostic du patient. Ainsi, les dessins de personnes prétendument réalisés par des patients souffrant d'impuissance étaient jugés comme ayant des épaules et une musculature plus développée, tandis que ceux soi-disant réalisés par des patients souffrant de paranoïa étaient jugés comme ayant de gros yeux.